# 五车增十一
御夫座39，又名BD+42 1477，HD 41074、SAO 40840、HR 2132，是御夫座的一颗恒星，视星等为5.87，位于銀經169.69，銀緯10.37，其B1900.0坐标为赤經5h 57m 51.8s，赤緯+42° 10.37′ 21″。